# Salón de la Fama del Golf Mundial

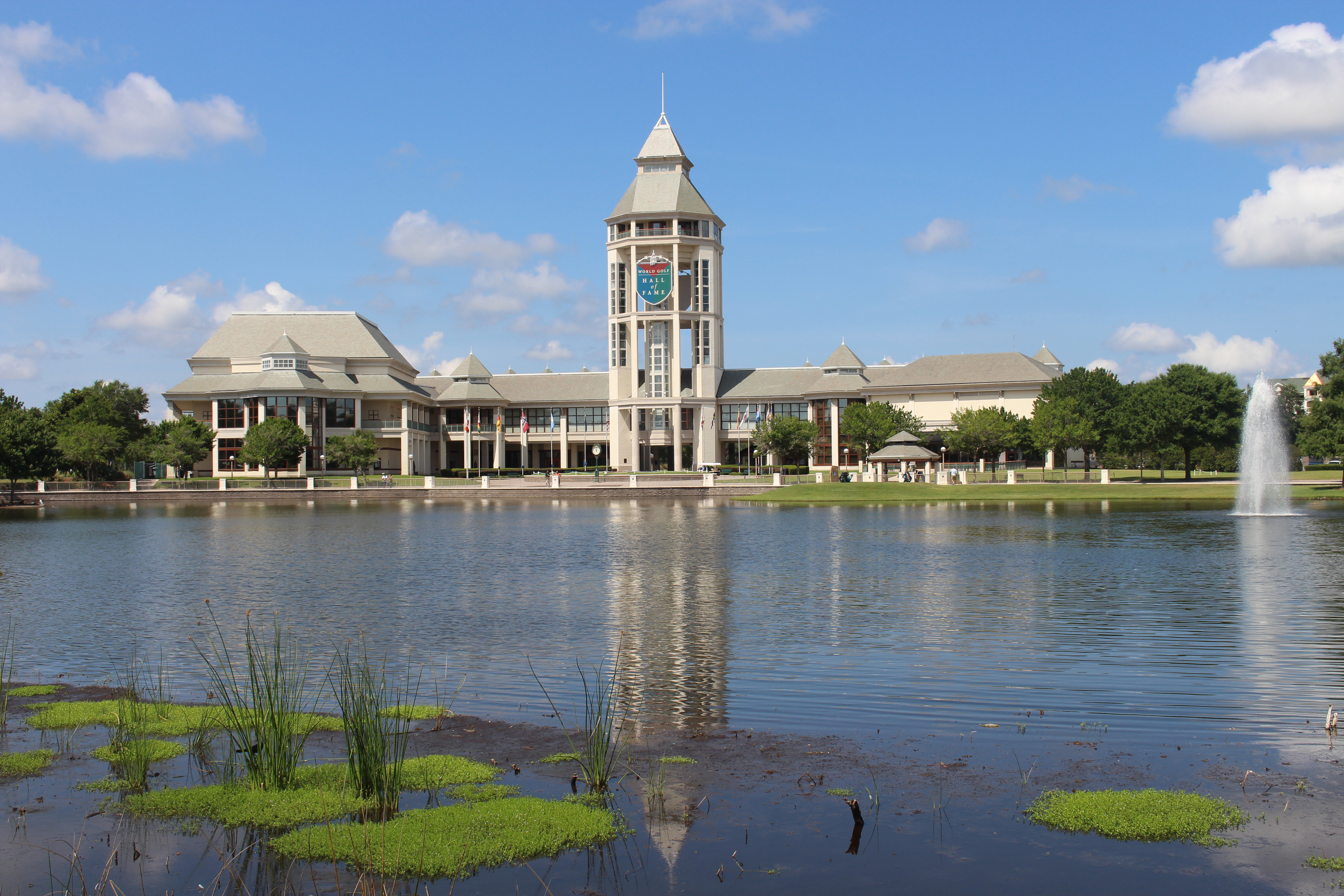
Edificio central donde se encuentra el Salón de la Fama del Golf Mundial, en St. Augustine, Florida, Estados Unidos.

El Salón de la Fama del Golf Mundial está situado en St. Augustine, Florida, Estados Unidos y es el único Salón de la Fama deportivo que incluye tanto a hombres como a mujeres. Está controlado por un consorcio formado por 26 organizaciones de golf de todo el mundo.
El museo del Salón de la Fama contiene una muestra permanente sobre la evolución del golf a lo largo de la historia, además de centrarse en los miembros que han accedido por sus méritos al Salón de la Fama. El museo también acoge exposiciones temporales, siempre dedicadas al mundo del golf.

## Historia
El Salón de la Fama del Golf Mundial estaba situado originalmente en Pinehurst, Carolina del Norte, y administrado por la compañía Diamondhead Corp, entonces propietarios del Pinehurst Resort. Abrió sus puertas en el mes de septiembre de 1974, contando en esos momentos únicamente con 13 miembros. Ya en 1983, la USPGA se hizo cargo del Salón, tomando el control absoluto en 1986. 
Fue por esas fechas cuando a este "club" se le unió el que había creado la USPGA en 1940 y el Salón de la Fama del Golf Femenino, fundado por la LPGA en 1951 y que contaba con cuatro miembros: Patty Berg, Betty Jameson, Louise Suggs y Babe Zaharias.
En 1994 la industria mundial del golf estableció un organismo, sin ánimo de lucro, para promover este deporte, llamado World Golf Foundation. Uno de sus principales objetivos fue mejorar el Salón de la Fama que existía hasta ese momento. La construcción de su nueva sede en St. Augustine comenzó en 1996 y se inauguró el 19 de mayo de 1998.

## Hombres
Estas personas han sido elegidas por sus victorias deportivas, salvo aquellas que lo fueron principalmente en reconocimiento por su aportación.
- 1974  Walter Hagen
- 1974  Ben Hogan
- 1974  Bobby Jones
- 1974  Byron Nelson
- 1974  Jack Nicklaus
- 1974  Francis Ouimet
- 1974  Arnold Palmer
- 1974  Gary Player
- 1974  Gene Sarazen
- 1974  Sam Snead
- 1974  Harry Vardon
- 1975  Fred Corcoran - promotor y administrador.
- 1975  Joseph Dey - director ejecutivo de la USGA y primer comisario del PGA Tour.
- 1975  Chick Evans
- 1975  Tom Morris Jr.
- 1975  John Henry Taylor
- 1976   Tommy Armour
- 1976  James Braid
- 1976  Tom Morris Sr.
- 1976  Jerome Travers
- 1977  Bobby Locke
- 1977  John Ball
- 1977  Herb Graffis - escritor de golf y fundador de la U.S. National Golf Foundation.
- 1977   Donald Ross - arquitecto de campos de golf.
- 1978  Billy Casper
- 1978  Harold Hilton
- 1978  Bing Crosby - célebre aficionado.
- 1978  Clifford Roberts - cofundador del Augusta National Golf Club y del Masters de Augusta.
- 1979  Walter Travis
- 1980  Sir Henry Cotton
- 1980  Lawson Little
- 1981  Ralph Guldahl
- 1981  Lee Trevino
- 1982  Julius Boros
- 1983  Jimmy Demaret
- 1983  Bob Hope - célebre aficionado al golf que fundó su propio torneo del Tour.
- 1986  Cary Middlecoff
- 1987  Robert Trent Jones, Sr. - arquitecto de campos de golf.
- 1988  Bob Harlow - promotor que jugó un papel clave al principio del PGA Tour.
- 1988  Peter Thomson
- 1988  Tom Watson
- 1989   Jim Barnes
- 1989  Roberto De Vicenzo
- 1989  Raymond Floyd
- 1990  William C. Campbell - presidente de la USGA.
- 1990  Gene Littler
- 1990  Paul Runyan
- 1990  Horton Smith
- 1992  Harry Cooper
- 1992  Hale Irwin
- 1992  Chi Chi Rodríguez
- 1992  Richard Tufts - presidente de la USGA.
- 1996  Johnny Miller
- 1997  Severiano Ballesteros
- 1997  Nick Faldo
- 1998  Lloyd Mangrum
- 2000  Jack Burke Jr.
- 2000  Deane Beman - comisario del PGA Tour 1974-1994.
- 2000  Sir Michael Bonallack - administrador del golf británico.
- 2000  Neil Coles - primer presidente del PGA European Tour.
- 2000  John Jacobs - primer director del European Tour.
- 2001  Greg Norman
- 2001  Payne Stewart
- 2001  Bernhard Langer
- 2001  Allan Robertson
- 2001  Karsten Solheim - fabricante de equipo de golf y fundador de la Solheim Cup.
- 2002  Ben Crenshaw
- 2002  Tony Jacklin
- 2002  Tommy Bolt
- 2002  Harvey Penick - instructor de golf.
- 2003  Nick Price
- 2003  Leo Diegel
- 2004  Charlie Sifford
- 2004  Isao Aoki
- 2004  Tom Kite
- 2005  Bernard Darwin - escritor de golf.
- 2005  Alister MacKenzie - arquitecto de campos de golf.
- 2005  Willie Park, Sr.
- 2006  Vijay Singh
- 2006  Larry Nelson
- 2006  Henry Picard
- 2006  Mark McCormack - agente de deportes.
- 2007  Joe Carr
- 2007  Hubert Green
- 2007  Charles Blair Macdonald
- 2007  Kel Nagle
- 2007  Curtis Strange
- 2008  Pete Dye - arquitecto de campos de golf.
- 2008  Denny Shute
- 2008  Herbert Warren Wind - escritor de golf.
- 2008  Craig Wood
- 2009  José María Olazábal[3]
- 2009  Lanny Wadkins[3]
- 2009  Christy O'Connor[3]
- 2009  Dwight D. Eisenhower[3]
- 2011  Ernie Els
- 2011  Masashi Ozaki
- 2011  Doug Ford
- 2011   Jock Hutchison
- 2011  Frank Chirkinian
- 2011  George H. W. Bush
- 2012  Phil Mickelson
- 2012  Dan Jenkins
- 2012  Sandy Lyle
- 2012  Peter Alliss
- 2013  Fred Couples
- 2013  Willie Park Jr.
- 2013  Colin Montgomerie
- 2013  Ken Schofield - director ejecutivo del European Tour.
- 2015  David Graham
- 2015  Mark O'Meara
- 2015  A. W. Tillinghast - arquitecto de campos de golf.
- 2017  Henry Longhurst - escritor y comentarista.
- 2017  Davis Love III
- 2017  Ian Woosnam
- 2019  Retief Goosen
- 2019  Billy Payne
- 2019  Dennis Walters

## Mujeres
Las cinco primeras mujeres de esta lista fueron incluidas cuando se creó en 1951, a través de la LPGA Tour Hall of Fame inaugurado en 1967. La lista detalla los años en que fueron intronizadas, principalmente por sus resultados deportivos. 
- 1951  Betty Jameson
- 1951  Patty Berg
- 1951  Louise Suggs
- 1951  Mildred Didrickson Zaharias
- 1960  Betsy Rawls
- 1964  Mickey Wright
- 1975  Glenna Collett-Vare
- 1975  Joyce Wethered
- 1975  Kathy Whitworth
- 1977  Sandra Haynie
- 1977  Carol Mann
- 1978   Dorothy Campbell Hurd Howe
- 1982  JoAnne Carner
- 1987  Nancy López
- 1991  Pat Bradley
- 1993  Patty Sheehan
- 1994  Dinah Shore - celebridad interesada por la LPGA; fundó el Campeonato Dinah Shore que terminó convirtiéndose en un major de la LPGA.
- 1995  Betsy King
- 1999  Amy Alcott
- 2000  Beth Daniel
- 2000  Juli Inkster
- 2000  Judy Rankin
- 2001  Donna Caponi
- 2001  Judy Bell - administradora, primera presidenta de la USGA.
- 2002  Marlene Bauer Hagge
- 2003  Hisako "Chako" Higuchi
- 2003  Annika Sörenstam
- 2004  Marlene Stewart Streit
- 2005  Ayako Okamoto
- 2005  Karrie Webb
- 2006  Marilynn Smith
- 2007  Se Ri Pak
- 2008  Carol Semple Thompson
- 2012  Hollis Stacy
- 2015  Laura Davies
- 2017  Meg Mallon
- 2017  Lorena Ochoa
- 2019  Peggy Kirk Bell
- 2019  Jan Stephenson